# 가락바퀴

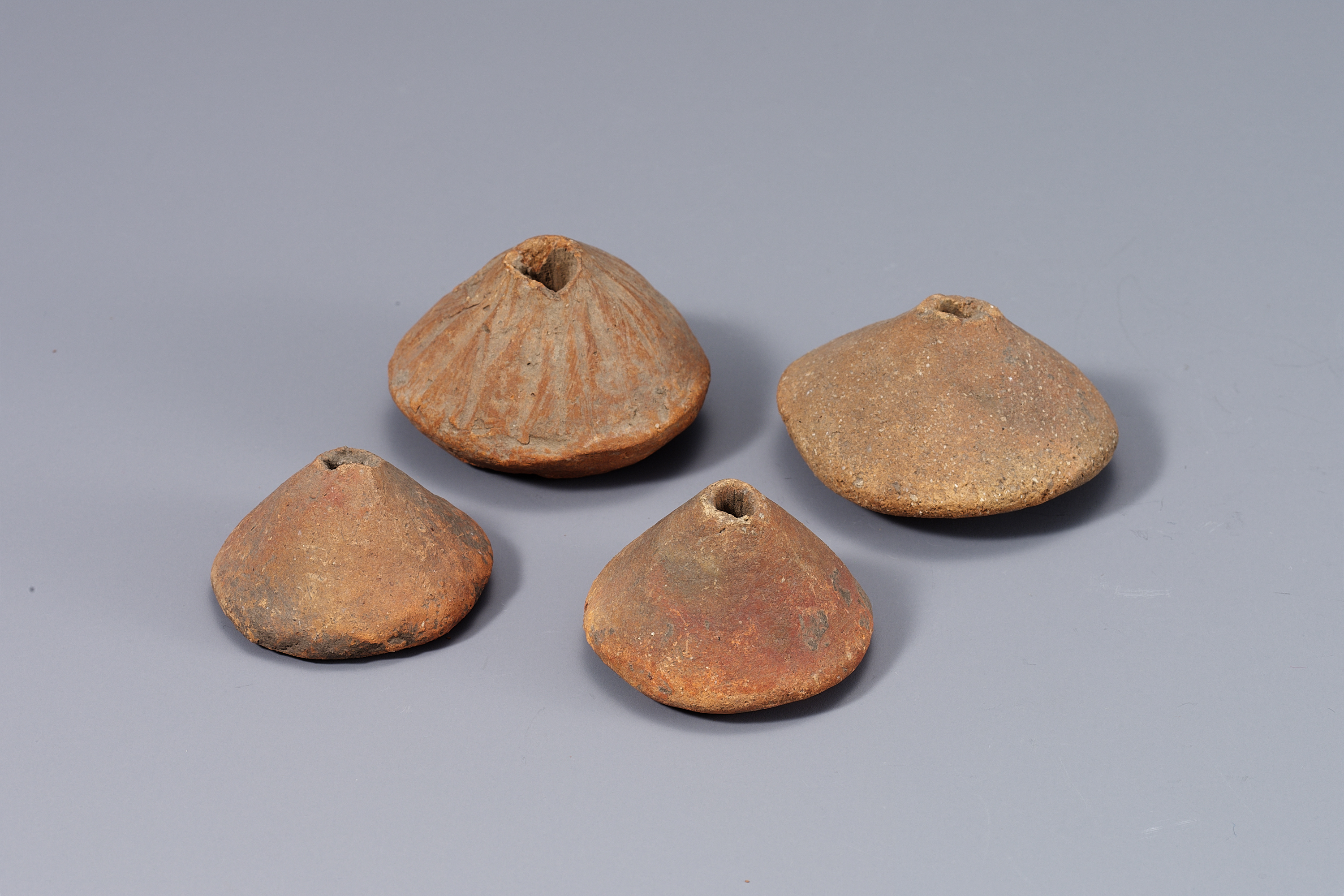
함경북도 경성군 원수대 조개더미 유적 출토 가락바퀴(연대는 신석기 시대)

가락바퀴는 섬유에서 실을 뽑을 때 회전을 돕기 위해 가락(즉, 방추의 막대)에 끼우는 부속품이다. 방추차(紡錘車)라고도 한다.
그 중앙에 둥근 구멍이 뚫려 있는데, 그 구멍을 통하여 가락바퀴의 축(軸)이 될 막대[軸棒]를 넣어 고정시킨 상태로 만들어서 완성시킨다.
한국에서는 봉산 지탑리 유적, 양양 오산리 유적, 여주 흔암리 유적, 용강 궁산리 유적 등에서 출토된 바 있다. 바늘이 실에 감긴 채 출토된 것으로 보아 신석기 시대부터 사용된 것으로 여겨지며, 청동기 시대 유적에서 많이 출토된다.
선사 시대 이후에도 계속 사용돼 오다가, 조선 시대에 이르러 물레로 발전하였다.
제작은 골제(骨製)·토제(土製)·석제(石製)·도자제(陶瓷製) 등 시대와 장소에 따라 다양하게 나타나며, 형태 또한 원판형·구형·반구형·원통형·절두원추형(截頭圓錘形) 등 다양하다.

## 같이 보기
- 방추